# José Fulgosio y Villavicencio
José Fulgosio y Villavicencio (Cartagena, 13 de febrer de 1813 - Madrid, 8 de maig de 1848) fou un militar espanyol, germà dels també militars Dámaso Fulgosio i Francisco Fulgosio i de l'escriptor Fernando Fulgosio y Villavicencio.

## Biografia
D'orígens gallecs, va ser fill del mariscal de camp Francisco Javier Fulgosio i de la ferrolana María del Carmen Villavicencio, filla i neta de marins. Després de servir en la Guàrdia Reial, es va passar a les files de l'exèrcit del pretendent Carles i va ser oficial en el seu exèrcit; va tenir dues creus de primera classe per mèrits de guerra en la Primera Guerra Carlista, revalidades per reial ordre de 8 de maig de 1845. Va aconseguir el grau de Mariscal de camp i la Creu de cinquena classe, Gran Creu, pòstuma, per Reial decret de 19 d'abril de 1848, després d'haver caigut el 7 de maig de 1848, quan ostentava el grau de capità general de Castella la Nova, en combat contra algunes companyies del regiment Espanya manades pel comandant Manuel Buceta del Villar (que també havia pres part en la intentona de Miguel Solís Cuetos a Lugo el 2 d'abril de 1846) quan es van apoderar de la plaça Mayor de Madrid unides a nombrosos paisans. Es tractava de la prolongació a Espanya de la Revolució de 1848. Vençuda la rebel·lió, va haver-hi diversos afusellaments. Va estar casat amb Alejandra Muñoz filla dels ducs de Riánsares.